# Campia
Campia es una freguesia portuguesa del concelho de Vouzela, con 37,06 km² de superficie y 1.656 habitantes (2001). Su densidad de población es de 44,7 hab/km².

## Galería

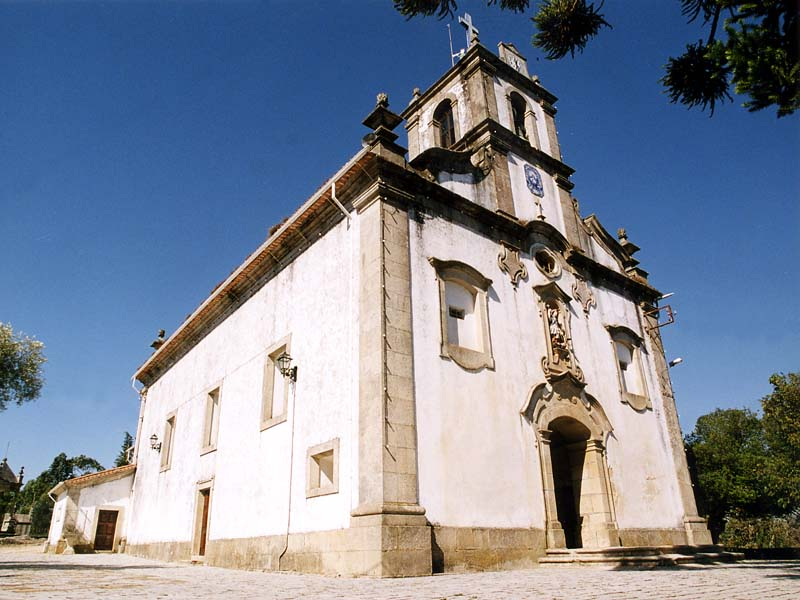
Iglesia parroquial de Campia.